# Le Rejeton du destin
Pour plus de détails, voir Fiche technique et Distribution.
Le Rejeton du destin (Της μοίρας το αποπαίδι Tis moiras to apopaidi) est un film grec réalisé par Dímos Vratsános et sorti en 1925.
Le Rejeton du destin est le premier mélodrame de l'histoire du cinéma grec. Il connut un immense succès : il fut projeté deux semaines de suite au Splendid d'Athènes puis fut exporté vers les communautés grecques d'Égypte et des USA.

## Synopsis
Une orpheline est spoliée de la fortune familiale par son oncle. Elle dépérit dans la misère tandis qu'il dilapide sa fortune.

## Fiche technique
- Titre : Le Rejeton du destin
- Titre original : Της μοίρας το αποπαίδι (Tis moiras to apopaidi)
- RéalisationDímos Vratsános :
- Scénario : Dímos Vratsános d'après Come le foglie de Giuseppe Giacosa
- Photographie : Joseph Hepp et Erich Boubach
- Société(s) de production : Asty Films
- Pays d'origine :  Grèce
- Langue : grec
- Format :  Noir et blanc - Muet
- Genre : Mélodrame
- Dates de sortie : 1925

## Distribution
- Kleomenis Kalavrezopoulos
- Harilaos Stefanou
- Kleopatra Vratsanou